# Marine philippine
La Marine philippine (tagalog : Hukbóng Dagat ng Pilipinas; anglais : Philippine Navy) est la composante navale des Forces armées des Philippines. Elle emploie en 2020 environ 25 000 hommes et femmes. Depuis 2012, elle connait une importante modernisation qui se poursuivra jusqu'en 2028 (comme prévu dans le Modernization Act, loi adoptée le 11 décembre 2012 durant le mandat du président Benigno Aquino III).

## Histoire

### Période pré-coloniale
Les peuples philippins n'étaient pas étrangers aux méthodes de construction navale avant l'arrivée des Espagnols au seizième siècle. Bons marchands et navigateurs expérimentés, certains royaumes de l'archipel philippin disposaient, en plus des balangay utilisés pour les échanges commerciaux, de navires conçus pour le combat naval : les Karakoas. Ceux-ci pouvaient emporter des Lantaka (en), canons faits de bronze alors répandus en Asie du Sud-Est.
La bataille de Bangkusay reste le dernier engagement naval connu des Karakoas. Elle a eu lieu le 3 juin 1571 dans la baie de Bangkusay, au large de Tondo et opposa les guerriers pampangue originaires de Macabebe, portés par leur chef Tarik Soliman, aux Espagnols menés par Miguel López de Legazpi. La victoire espagnole et la mort de Soliman acheva à la conquête de Maynila.

### Naissance et débuts difficiles (1898-1945)
La Marine philippine fut créée en 1898 pendant la révolution philippine menée contre les colonisateurs espagnols. Les premiers navires qui la composaient à sa naissance furent des bâtiments pris aux Espagnols. Mais la guerre américano-philippine et les blocages des ports philippins dès 1899 stoppèrent son expansion, si bien que, durant la période coloniale américaine, la seule force navale philippine était une unité de garde-côtes.
Au déclenchement de la Seconde Guerre mondiale, les Philippines ne disposaient d'aucune force navale capable d'assurer la défense de l'archipel et les marins philippins eurent recours à la guérilla contre l'occupant japonais. De plus, des dizaines de milliers de Philippins et de Philippino-Américains (Américains originaires des Philippines) ont servi dans l'US Navy depuis 1901, quand les Philippines devinrent territoire des États-Unis (le Gouvernement insulaire des Îles Philippines), comme le marin Telesforo Trinidad décoré de la Medal of Honor. Plus de 250 000 soldats et marins philippins ont servi pendant la Seconde Guerre mondiale, et 15 000 à 20 000 ont été tués par les Japonais en 1942 lors de la marche de la mort de Bataan .

### De l'après guerre au retrait américain (1945-1992)

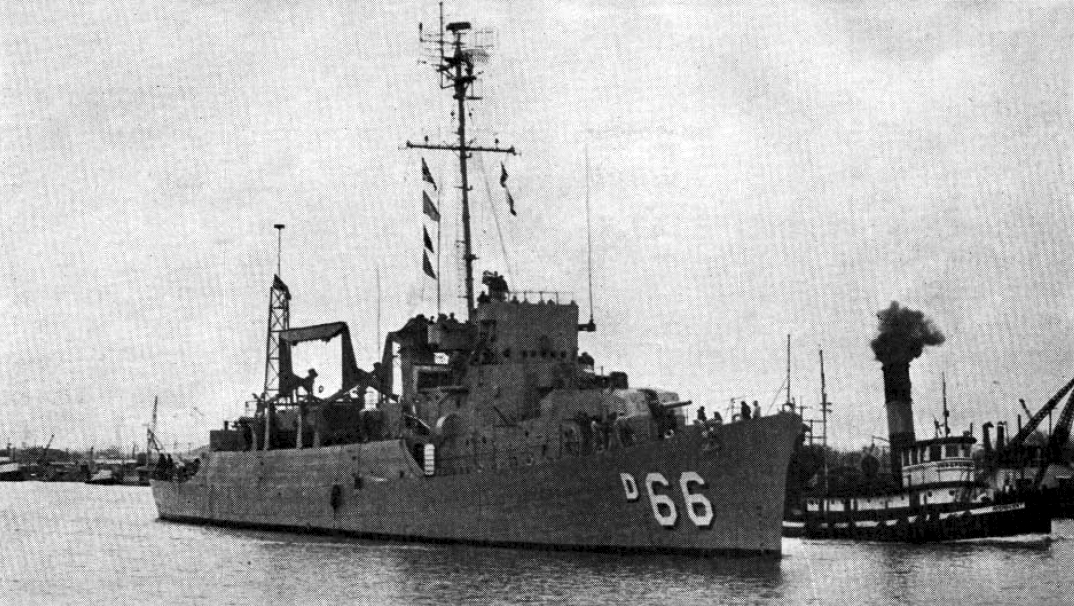
Le RPS Rajah Soliman (D-66), transféré aux Philippines le 21 avril 1961.

En 1947, sous la présidence de Manuel Roxas, la force navale philippine devient une armée à part entière et adopte le nom de Marine Philippine (Philippine Navy) en 1951. Celle-ci se voit complétée par un bataillon d'infanterie de marine qui deviendra en 1950 le Corps des Marines des Philippines (Philippine Marine Corps).
Au début des années 1960, la Marine philippine connaît son apogée, constituée de matériels cédés par les Américains. La garde côtière philippine (Philippine Coast Guard) en est détachée en 1967 afin de constituer une unité indépendante. Cependant, l'instabilité politique et les insurrections au sud de l'archipel ont entraîné une augmentation des ressources allouées aux armées de terre et de l'air au détriment de la Marine.

### Période contemporaine (1992 - )
Le retrait des forces américaines du pays en 1992 laisse la Marine philippine seule pour assurer le contrôle de la vaste entendue des eaux territoriales de l'archipel, et c'est en 1995 qu'est votée la première loi de modernisation des forces armées philippines dont le financement est stoppé en 1997 à cause de la crise économique asiatique. Il faut attendre 2012 pour revoir adopté un grand plan de modernisation sur fond de tensions territoriales avec la Chine.
Les missions de la Marine philippine s'articulent alors autour de trois axes :
- Répondre aux épisodes climatiques et géologiques qui secouent régulièrement l'archipel en portant assistance aux populations ;
- Participer à la lutte contre les menaces internes que représentent les groupes terroristes islamistes et communistes ;
- Affirmer la souveraineté des Philippines sur leurs territoires en mer de Chine méridionale; particulièrement autour du récif de Scarborough, des îles de Pag-Asa[4] et Mavulis[5] (Batanes), ainsi qu'au plateau océanique de Benham (Behnam Rise - rebaptisé Philippine Rise en 2017[6]).

La Marine commence à se voir confier d'autres missions au fur et à mesure de la modernisation de ses bâtiments avec, en janvier 2020, le déploient d'une force opérationnelle (NTF 82) au Proche-Orient. Constituée du BRP Davao del Sur (LD-602) et du BRP Ramon Alcaraz (PS-16), assistés en Méditerranée par le BRP Gabriela Silang (OPV-8301) des gardes côtes philippins; elle avait pour but de participer à une éventuelle évacuation des ressortissants philippins de la région à la suite de l'augmentation des tensions américano-iraniennes.
2020 voit aussi l’arrivée d'un nouvelle entité au sein de la Marine avec la création d'une milice maritime. Non armée, elle sera destinée à assurer une présence philippine constante en mer de Chine méridionale et à surveiller les activités navales autour des récifs et îles contestés. Elle comptera à sa création environ 120 hommes et femmes.
Alors que le programme de modernisation des forces se poursuit à faible allure, la flotte philippine décide de se séparer de nombreux navires obsolètes à partir de la fin 2020, et ce avant même l'arrivée de navires de remplacement : 16 patrouilleurs de type Swift Boats et De Havilland 9209, le patrouilleur BRP Bonny Serrano (PC-111) ainsi que le navire ravitailleur BRP Lake Caliraya (AF-81) sont retirés du service en décembre 2020. Puis, en mars 2021, ce sont les deux derniers patrouilleurs de classe Toma Batillo qui sont mis à la retraite, de même que deux bâtiments ayant participé à la Seconde Guerre mondiale sous les couleurs américaines : les BRP Quezon (PS-70) et BRP Pangasinan (PS-31). Transféré en 1948, le BRP Panganisan a servi les Philippines durant 73 ans. Le retrait des deux derniers navires de classe Miguel Malvar a lieu le 10 décembre 2021.

## Tensions territoriales en mer de Chine méridionale
Les marins philippins connaissent un premier face à face avec les Chinois en 1999 aux abords du récif d'Ayungin. Devant la possibilité d'une prise de contrôle de celui-ci par la Chine, le gouvernement et la Marine décident d'y échouer le BRP Sierra Madre (LT-57) (un ancien LST américain) avec un groupement de Marines, dans le but d'y affirmer l'autorité de la république des Philippines. La présence des Marines sera continue depuis lors. La présence philippine dans cette zone contestée est renforcée à partir de 2020 par la présence continue de personnels sur d'anciennes plateformes pétrolières, utilisées comme postes de surveillance avancés,.
Sur l'île disputée de Pag-Asa, un autre LST s'échoue en 2004 après avoir tenté de s'y accoster : le BRP Lanao del Norte (LT-504). Un port est finalement mis en chantier en 2017 et le 13 mai 2020 le BRP Ivatan (AT-298) devient le premier bâtiment à s'y amarrer.

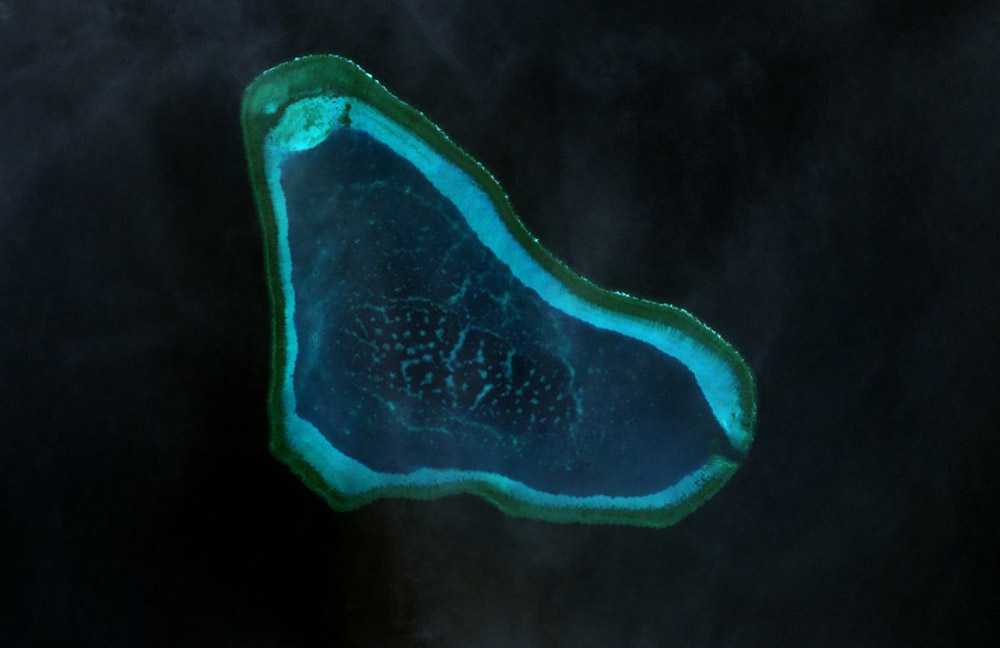
Récif de Scarborough

Les Philippins connaissent un autre face à face avec les Chinois autour du récif de Scarborough le 8 avril 2012. Alors que des pécheurs chinois sont repérés à proximité de celui-ci, le gouvernement philippin envoie le BRP Gregorio Del Pilar afin de procéder à des arrestations. Les Chinois dépêchent alors deux, puis trois navires et bloquent l'entrée du lagon. Le BRP Gregorio del Pilar restera sur place jusqu'au 13 avril, avant d'être relevé par un navire des gardes-côtes afin de désamorcer la situation. La présence chinoise autour du récif sera quant à elle continue depuis.
Un autre incident a lieu en février 2020 lorsqu'un navire de la Marine chinoise identifié comme une corvette de type 56 (# 514) pointa son armement sur le BRP Conrado Yap (PS-39),.
La Marine se déploie aussi dans la région de Batanes au nord du pays ; notamment en 2017 et 2019 autour de l’île de Mavulis afin d’empêcher la pêche illicite.
À la suite de l'occupation du récif de Julian Felipe par la milice maritime chinoise en mars 2021, la Marine a intensifié ses patrouilles autour des récifs contestés proches de l'île de Palawan. Les BRP Apolinario Mabini (PS-36), Dagupan City (LS-551), Magat Salamat (PS-20) et  Miguel Malvar (PS-19) sont ainsi envoyés sur la zone.
En 2024, les tensions s'accroissent encore entre garde-côtes chinois et philippins autour du récif Ayungin (ou Second Thomas shoal). Le 17 juin, un marin philippin perd un pouce après l'embarquement illégal de garde-côtes chinois sur des bateaux pneumatiques philippins, lors d'une mission de ravitaillement du BRP Sierra Madre.

## Organisation
La Marine philippine est composée de deux unités majeures, la flotte (Philippine Fleet) et le Corps des Marines (PMC). 
Suivent ensuite sept organisations opérationnelles (Naval Operational Command), cinq unités de support (Naval Support Command) et huit sous-unités de support (Support Unit).

### Naval Operational Command
- Naval Forces Northern Luzon (NAVFORNOL)
- Naval Forces Southern Luzon (NAVFORSOL)
- Naval Forces West (NAVFORWEST)
- Naval Forces Central (NAVFORCEN)
- Naval Forces Western Mindanao (NAVFORWESMIN)
- Naval Forces Eastern Mindanao (NAVFOREASTMIN)

### Naval Support Command
- Naval Sea Systems Command (NSSC)
- Naval Education and Training Command (NETC)
- Naval Reserve Command (NAVRESCOM)
- Naval Construction Brigade (NCBde)
- Naval Base Cavite

### Support Unit
- Naval Intelligence and Security Force
- Philippine Navy Finance Center
- Naval Logistics Center
- Manila Naval Hospital
- Cavite Naval Hospital
- Bonifacio Naval Station
- Headquarters Philippine Navy & Headquarters Support Group
- Civil Military Operations Group

## Grades

### Officiers
| Admiral        | Admiral       | Vice Admiral   | Vice Admiral  | Rear Admiral   | Rear Admiral  | Commodore      | Commodore     | Captain        | Captain       | Commander      | Commander     | Lieutenant Commander | Lieutenant Commander | Lieutenant Senior Grade | Lieutenant Senior Grade | Lieutenant Junior Grade | Lieutenant Junior Grade | Ensign         | Ensign        |
| -------------- | ------------- | -------------- | ------------- | -------------- | ------------- | -------------- | ------------- | -------------- | ------------- | -------------- | ------------- | -------------------- | -------------------- | ----------------------- | ----------------------- | ----------------------- | ----------------------- | -------------- | ------------- |
| Uniforme blanc | Uniforme noir | Uniforme blanc | Uniforme noir | Uniforme blanc | Uniforme noir | Uniforme blanc | Uniforme noir | Uniforme blanc | Uniforme noir | Uniforme blanc | Uniforme noir | Uniforme blanc       | Uniforme noir        | Uniforme blanc          | Uniforme noir           | Uniforme blanc          | Uniforme noir           | Uniforme blanc | Uniforme noir |
| sans cadre     | sans cadre    | sans cadre     | sans cadre    | sans cadre     | sans cadre    | sans cadre     | sans cadre    | sans cadre     | sans cadre    | sans cadre     | sans cadre    | sans cadre           | sans cadre           | sans cadre              | sans cadre              | sans cadre              | sans cadre              | sans cadre     | sans cadre    |

### Enrôlés
| Master Chief Petty Officer | Senior Chief Petty Officer | Chief Petty Officer | Petty officer, first class | Petty officer, second class | Petty officer, third class | Seaman First Class | Seaman Second Class | Apprentice Seaman |
| -------------------------- | -------------------------- | ------------------- | -------------------------- | --------------------------- | -------------------------- | ------------------ | ------------------- | ----------------- |
| sans cadre                 | sans cadre                 | sans cadre          | sans cadre                 | sans cadre                  | sans cadre                 | sans cadre         | sans cadre          | sans cadre        |

## Modernisation depuis l'AFPModernization Actde 2012
Depuis les années 2000 et le vote de la loi de modernisation des forces armées (révisée en 2012), la Marine philippine a entamé sa mutation. Les événements en mer de Chine autour du récif de Scarborough ont en effet révélé l’obsolescence et le manque des matériels utilisés ainsi que l’incapacité des Philippines à opposer une réponse efficace et cohérente face aux intrusions territoriales étrangères, querelles maritimes et catastrophes naturelles. Au début des années 2010, les seuls bâtiments de combat de conception récente se résumaient à trois corvettes de classe Peacock (renommée classe Jacinto) lancées entre 1982 et 1984 et achetées au Royaume-Uni en 1997. Le reste de la flotte restait majoritairement composé de navires américains datant de la Seconde Guerre mondiale et aucun ne possédait de missile antinavire.

### Bâtiments de surface

#### Frégates et corvettes

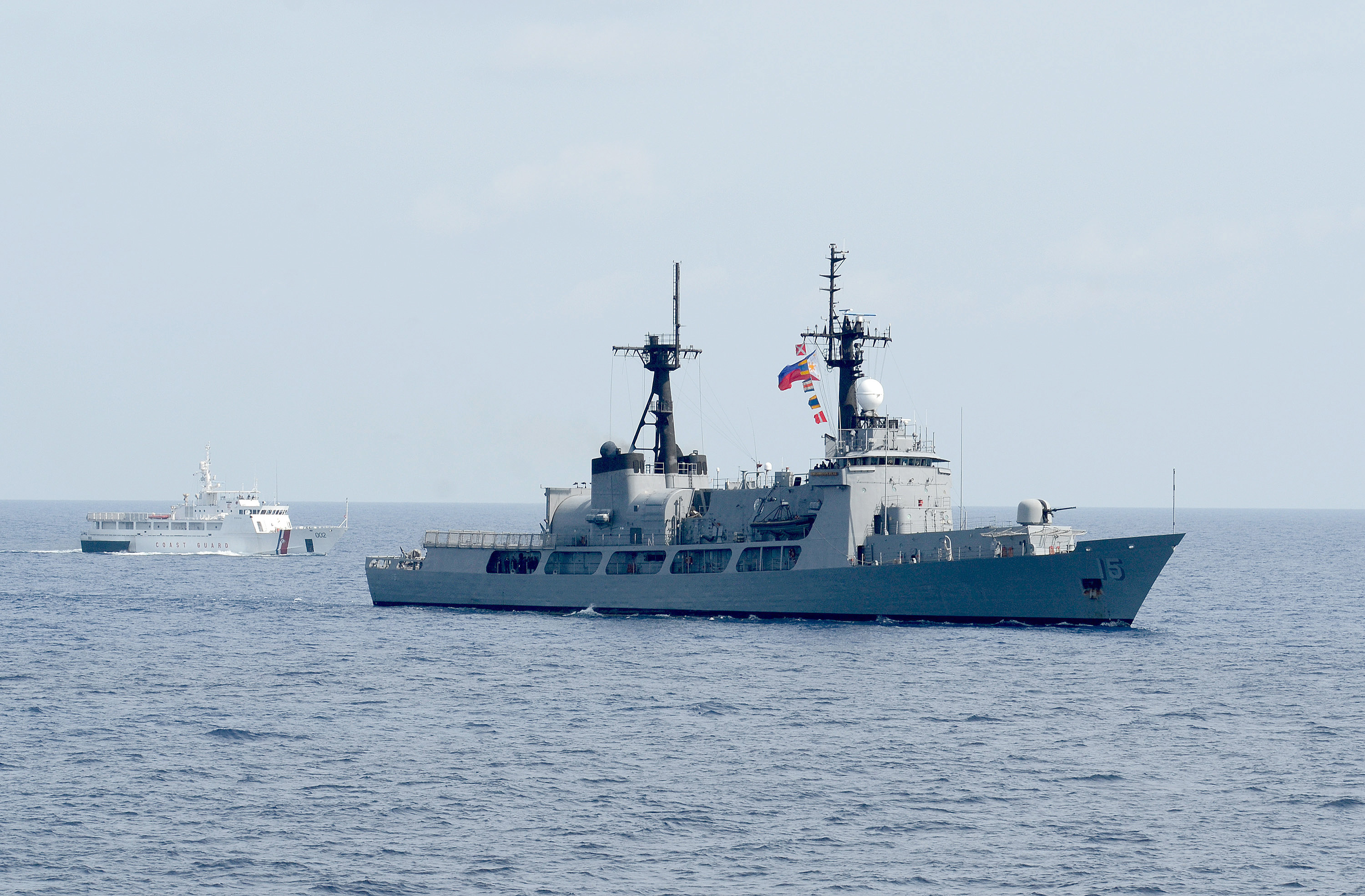
Le BRP Gregorio Del Pilar (PS-15), et le BRP EDSA (SARV 002) des gardes côtes au second plan.

La première acquisition majeure a lieu avec l’achat aux États-Unis de deux bâtiments de classe Hamilton récemment mis à la retraite par les garde-côtes américains. Après des travaux de modernisation portant sur les machineries, l’équipement et l’armement, l’USCGC Hamilton (WHEC-715) est rebaptisé BRP Gregorio del Pilar (PF-15) et est remis aux Philippines le 13 mai 2011. Le deuxième bâtiment, l’USCGC Dallas (WHEC-716), est lui remis aux Philippines le 22 mai 2012 sous le nom de BRP Ramon Alcaraz (PF-16). Un troisième cotre, l'USCGC Boutwell (WHEC-719), est transféré aux Philippines en 2016 : le BRP Andrés Bonifacio (PF-17). Ces trois bâtiments seront profondément modernisés par Hanwha (électronique et armement) à partir de 2020.
Début 2014, le gouvernement philippin envisage toujours l’achat de deux frégates neuves. La piste italienne a été évoquée, l’intérêt des Philippins se portant sur la classe Maestrale, mais la première étape du processus d’acquisition confirme finalement que les futures frégates ne seront pas italiennes. Le 1er septembre 2016, HHI remporte le contrat et doit livrer deux frégates légères de 2 600 t en 2019 et 2020 qui sont baptisées BRP Jose Rizal (FF-150) et BRP Antonio Luna (FF-151) et offre en plus une corvette de classe Pohang qui sera modernisée avant sa livraison en aout 2019 : le BRP Conrado Yap (PS-39).
Fin 2021, le secrétaire à la défense signe l'achat à Hyundai Heavy Industries de deux frégates supplémentaires dérivées de la classe Jose Rizal d'un déplacement d'environ 3 100 t ; et le transfert de la corvette de classe Pohang ROKS Andon se précise. La pose de la quille de la première frégate a lieu le 22 novembre 2023 et elle est livrée le 8 avril 2025..

#### Bâtiments amphibies
Il est aussi fait l'acquisition de deux Landing Platform Dock (LPD) dérivés de la classe Makassar réalisées au chantier naval indonésien PT PAL de Surabaya dont le premier, le BRP Tarlac (LD-601), est mis en service en 2016 et le second BRP Davao del Sur (LD-602) en 2017. Cet achat est complété la commande de 8 véhicules blindés lourds amphibies AAV-7A1 à Hanwha pour le corps des Marines (PMC).
Deux autres unités sont commandées auprès de PT PAL dans le cadre du programme de modernisation des forces. Le premier bateau est mis en chantier à Surbaya le 10 août 2023.

#### Patrouilleurs côtiers
2018 marque l'arrivée du premier système de missile anti-navire léger de la Marine philippine avec la mise en service de 3 MPAC (Multipurpose Assault Craft - bâtiments rapides de 17 m et d'un déplacement de 19 tonnes) au standard Mk.III et équipés de missiles Spike ER. 3 unités supplémentaires seront équipées du même système d'arme en 2020.
9 patrouilleurs rapides de classe Shaldag sont achetés à Israël en 2021 afin de remplacer les 8 bâtiments de classe Tomas Batillo acquis en 1996. Sur ces 9 navires, 4 seraient équipés de missiles Spike NLOS et plusieurs seraient construits aux Philippines après la rénovation du chantier naval de Cavite.

#### Patrouilleurs hauturiers
Le dernier projet visant a rebâtir le gros de la flotte de surface des Philippines repose sur l'achat de 6 patrouilleurs (Offshore Patrol Vessel). Austral propose un bateau au design adapté de la classe Cape, et dont au moins 3 unités seraient construites à Cebu, HHI son modèle HDP-1500 et ASFAT le VARD-7. C'est finalement HHI qui décroche le contrat avec une version allongée de son HDP-1500 NEO.

### Aviation navale

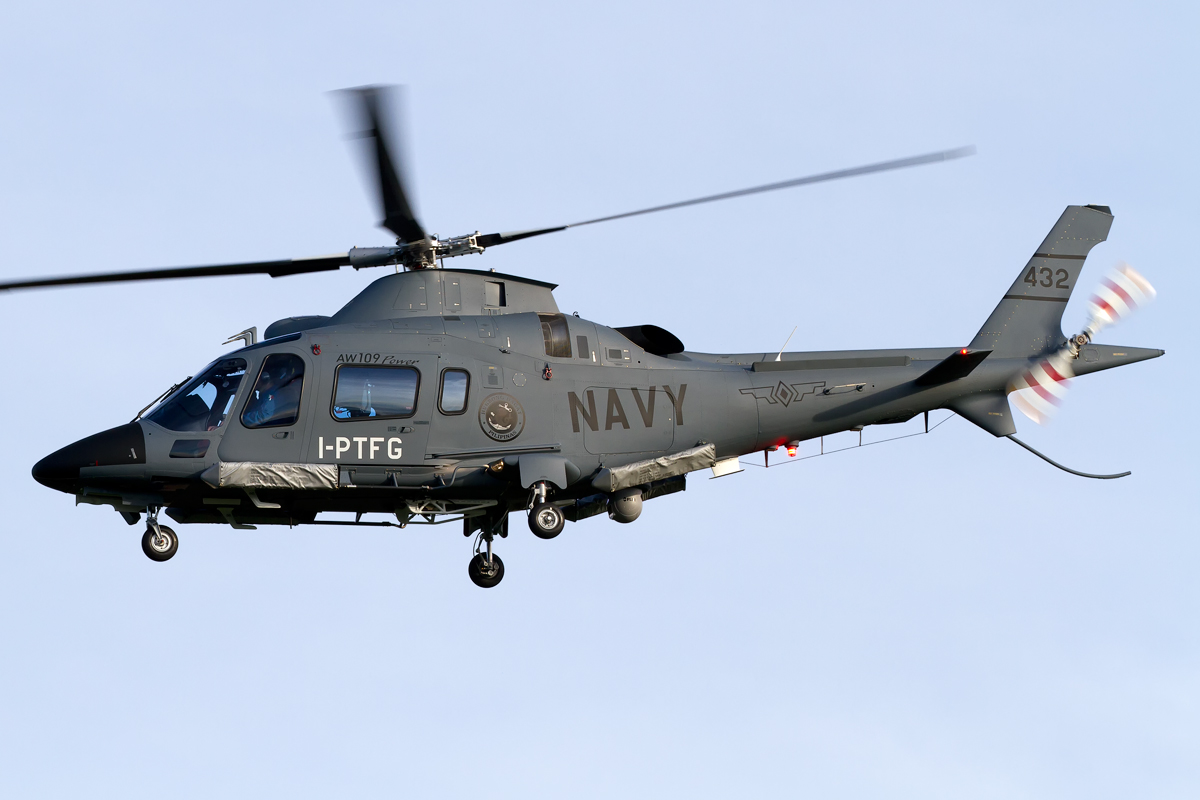
AW-109E Power de la Marine philippine.

Début 2014, le gouvernement philippin annonce l’acquisition de deux hélicoptères AW109 Power en complément des trois unités déjà en service. Ils seront notamment déployés depuis les LDP de classe Tarlac et les frégates de classe Gregorio del Pilar.
Afin d'équiper les deux frégates de classe Jose Rizal commandées en 2016, deux hélicoptères de lutte anti-sous-marine AgustaWestland AW159 Wildcat sont commandés en mars de cette même année et livrés en mai 2019.
La Marine philippine reçoit aussi en 2016, en provenance du Japon, 5 Beechcraft King Air TC-90 dont 4 sont dédiés aux missions de patrouille maritime. Ils sont en 2020 les seuls appareils de surveillance en service au sein de la Marine. En octobre 2020, les États-Unis font aussi une offre pour le transfert de 13 TC-12 Huron ; la Marine exprime en retour son intérêt pour 8 appareils adaptés aux missions de patrouille maritime.

### Submersibles
En ce qui concerne les sous-marins, la Marine ainsi que le gouvernement philippin ont exprimé leur souhait de doter la flotte, à moyen terme, d'au moins deux bâtiments à propulsion classique. Le Scorpène semble avoir la préférence après des évaluations menées en 2019,. Le coréen DSME est aussi en lice avec le DSME 1400PN, et Navantia entre dans la compétition avec son S-80.

### Défense aérienne et côtière
L'acquisition de systèmes d'arme anti-aériens est aussi prévue par l'AFP Modernization Act et suit toujours son processus d'évaluation début 2022.
Trois batteries terrestres de missiles BrahMos sont achetées à l'Inde début 2022. Elles seront mis en œuvre par les Marines philippins.

## Bases militaires
- Naval Base Subic
- Naval Base Mactan
- Base navale San Miguel
- Naval Base Cavite (en)
- Danilo Atienza Air Base (en)

## Navires et appareils en service

### Flotte navale
La Marine philippine nomme ses navires avec le préfixe BRP - Barko ng Republika ng Pilipinas - qui signifie Navire de la République des Philippines. Elle emploie plusieurs classes de navires de surface dont les plus importants sont, en 2022, les LDP de classe Tarlac et ne dispose pas de submersibles.

### Aéronautique navale
Elle dispose d'une aéronautique navale appelé le Naval Air Group.
| Avions                       | Avions     | Avions      | Avions                          | Avions       | Avions | Avions |
| Aéronefs                     | Photo      | Origine     | Type                            | Version      | Actifs | Notes |
| ---------------------------- | ---------- | ----------- | ------------------------------- | ------------ | ------ | --- |
| Beechcraft King Air          | sans cadre | États-Unis  | Surveillance maritime           | TC-90        | 5      | 5 appareils de la force maritime d'autodéfense japonaise transférés en 2016 |
| Britten-Norman Islander      | sans cadre | Royaume-Uni | Surveillance et transport léger | BN-2 A       | 5      | |
| Cessna 172                   | sans cadre | États-Unis  | Surveillance et transport léger | 172F/N/S     | 7      | 4 Cessna 172S neufs ont été livrés début 2022 |
| Hélicoptères                 |            |             |                                 |              |        | |
| AgustaWestland AW159 Wildcat |            | Royaume-Uni | Lutte anti-sous-marine          | AW159        | 2      | Livrés en mai 2019 en vue d'équiper les frégates de classe Jose Rizal |
| AgustaWestland AW109         |            | Italie      | Transport et attaque            | A.109E Power | 5      | Trois commandés pour un montant de 1 337 176 584 Pesos philippins le 20 décembre 2012 (24,8 millions d'euros en janvier 2013). Deux autres en 2014. Deux appareils équipés de paniers de mitrailleuses et lance-roquettes |
| Bölkow Bo 105                |            | Allemagne   | Transport                       | Bo 105C      | 3      | |
| Robinson R44                 | sans cadre | États-Unis  | Entrainement                    | R44          | 3      | 3 appareils reçus en 2022 |
| Robinson R22                 |            | États-Unis  | Entrainement                    | R22 Beta II  | 1      | |
| Drones                       |            |             |                                 |              |        | |
| Boeing ScanEagle             | sans cadre | États-Unis  | Surveillance                    | ScanEagle II | 8      | 8 drones et 2 catapultes livrés en novembre 2020. |

## Galerie

Batiments de la marine philippine
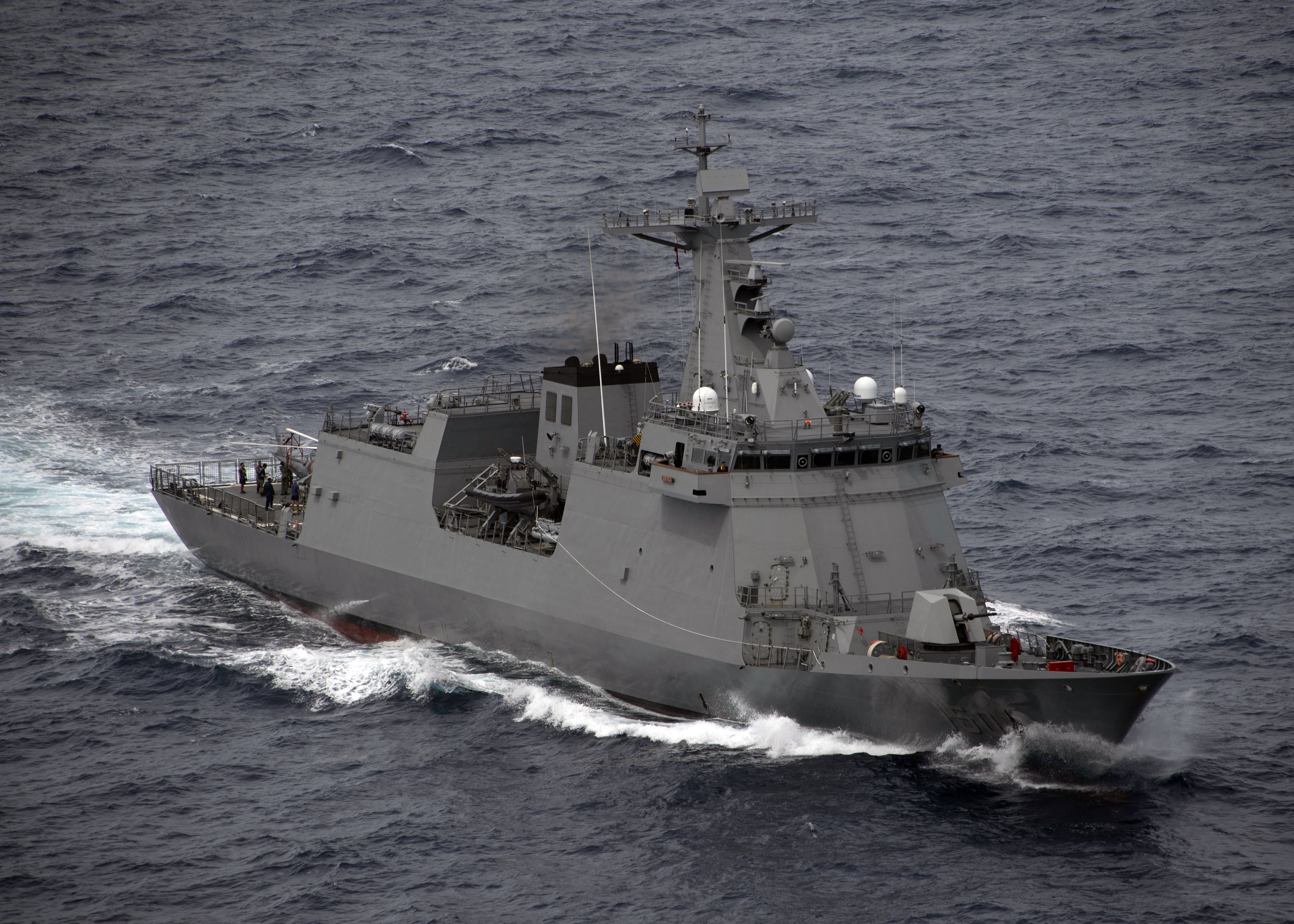
Le BRP Jose Rizal (FF-150) en 2020.
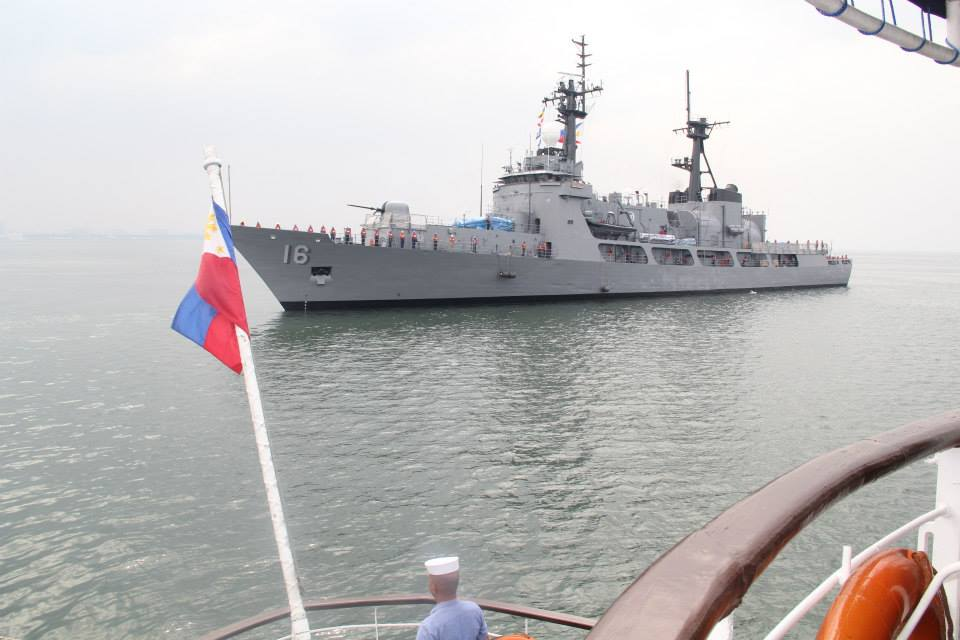
Le BRP Ramon Alcaraz (PS-16)
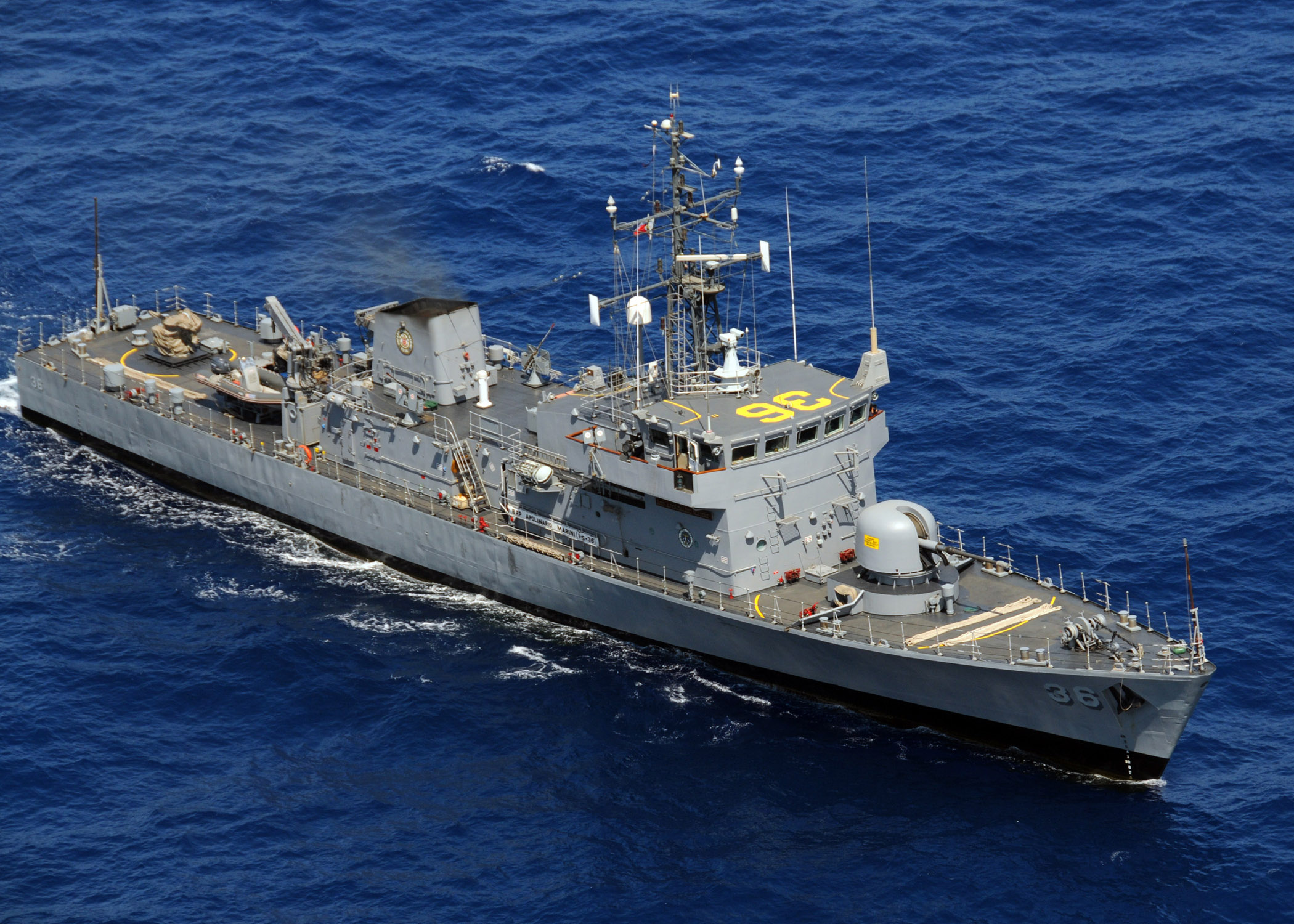
Le BRP Apolinario Mabini[42] (PS-36), bâtiment de classe Peacock
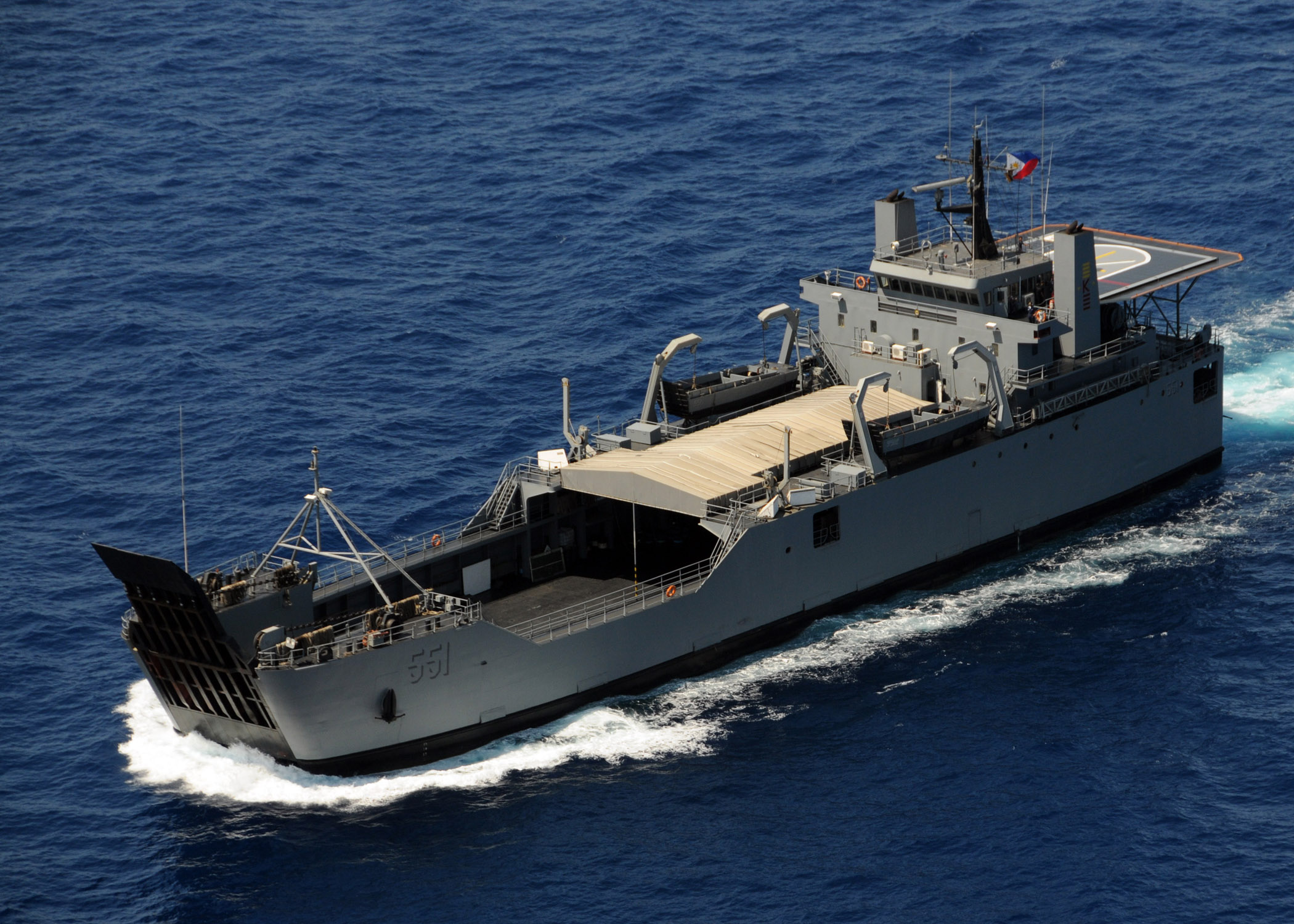
Le BRP Dagupan City (LC-551)
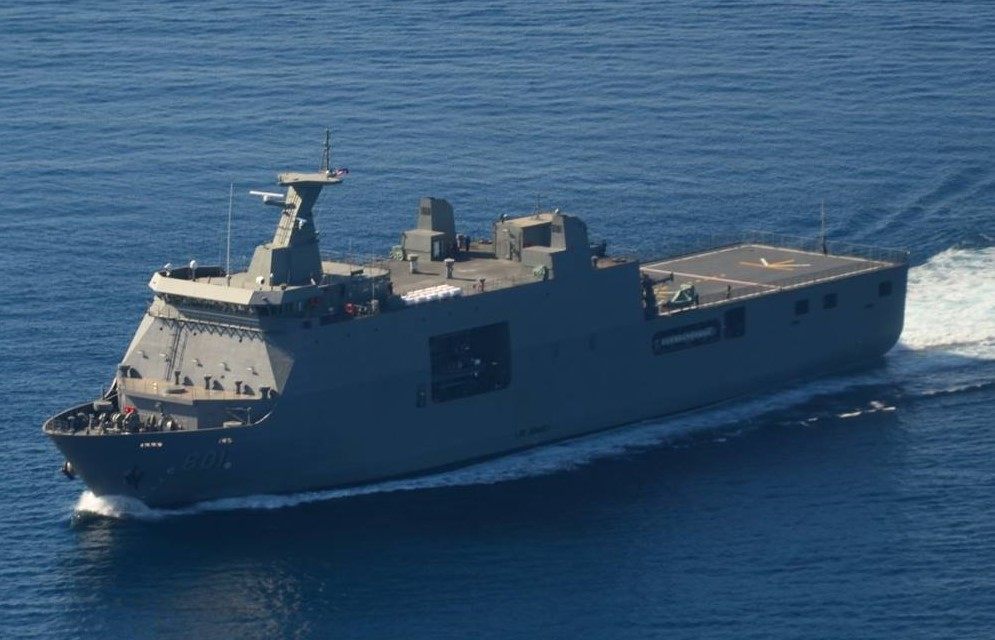
Le BRP Tarlac (LD-601)
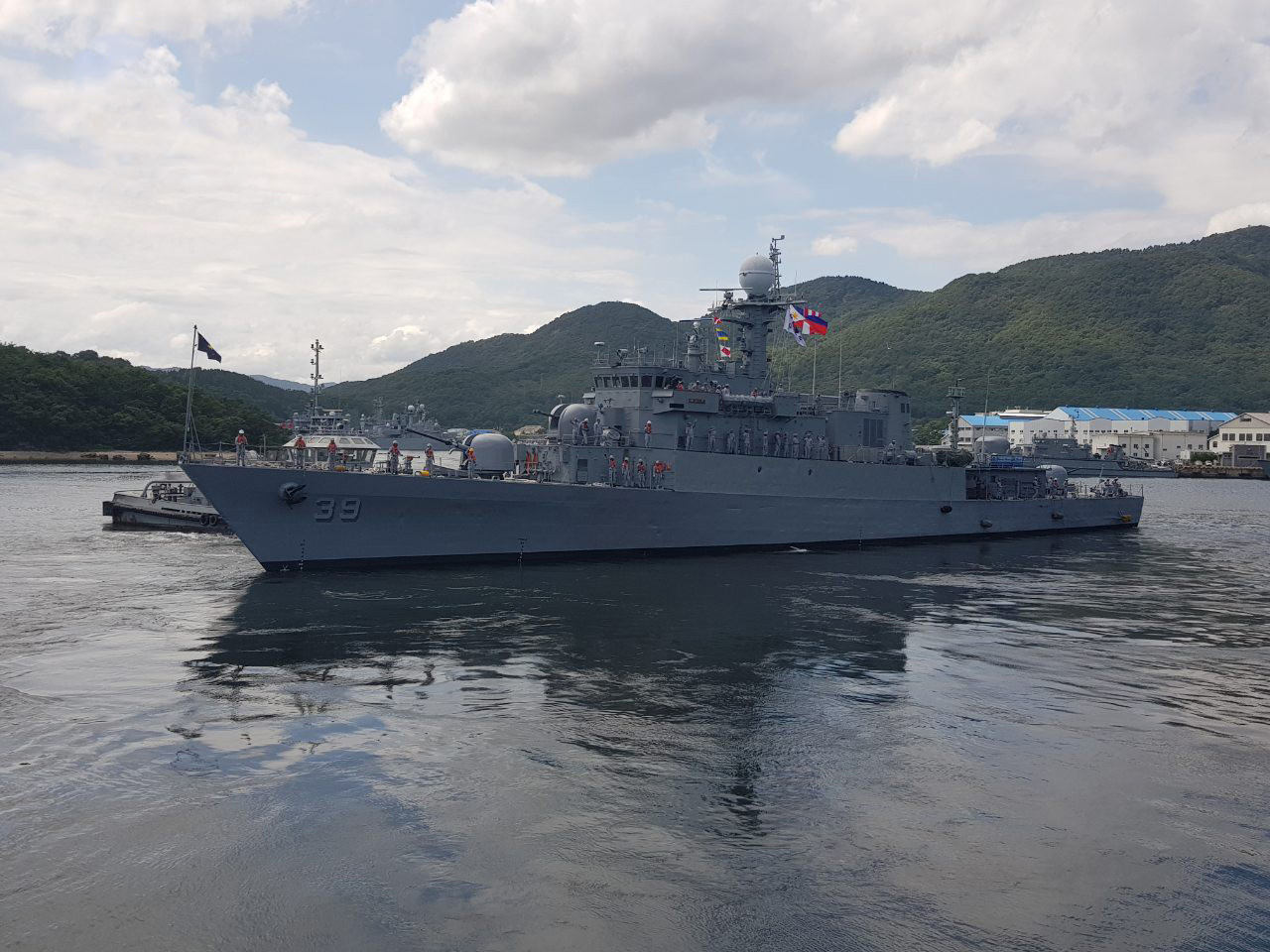
Le BRP Conrado Yap (PS-39) de classe Pohang
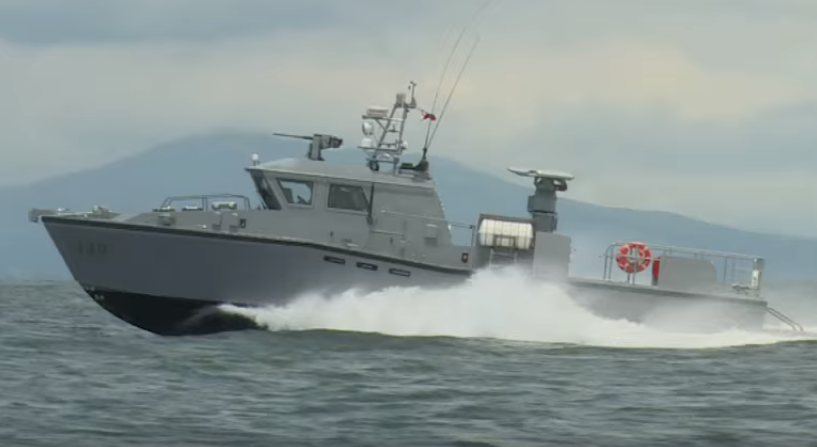
Un MPAC Mk.III avec son lanceur SPIKE ER